# Carnaval de Maturín
El Carnaval de Maturín es un evento cultural que se celebra en la ciudad de Maturín, estado Monagas, Venezuela. Esta fiesta se celebra anualmente en febrero o principios de marzo, se celebra entre el sábado y el martes de carnaval, día anterior al miércoles de ceniza, el cual da inicio a la Cuaresma.
El carnaval se destaca por un vibrante desfile en la ciudad, donde comparsas y carrozas elaboradas por comunidades, instituciones educativas, organismos públicos y empresas privadas desfilan por las calles. Luego del desfile, se hacen espectáculos musicales en el complejo polideportivo de la localidad, en el area denominada El Guacharín. Además, el primer día del evento incluye el acto de elección de la reina del carnaval. 

## Historia
El recorrido solía realizarse desde la plaza Piar por toda la avenida bicentenario con Bolívar hasta la intersección con avenida Raúl Leoni, siendo este un trayecto de casi 2 kilómetros de recorrido. 
Las carrozas por lo general lanzan papelillos y caramelos al público presente.
Donde los locales, días antes de empezar el evento solían apartar lugar, colocando sillas en la vereda, y lo etiquetaban con los nombres de las familias.
En 2004, se le solía llamar la Fiesta Grande para Compartir.
A partir de 2023, el desfile se empezó a realizar en la avenida Raúl Leoni, desde la Escuela Tecnica Industrial Rómulo Betancourt hasta cercarias del Paseo Aeróbico de Maturín,y Farmatodo del sector Juanico,representado por 1.9 km de ruta, además se inicia a definir el evento como La fiesta grande del Oriente.
Para febrero del 2024, los Carnavales de Maturín son declarados patrimonio cultural del Estado Monagas por el Consejo Legislativo Socialista del estado Monagas (Clsem).

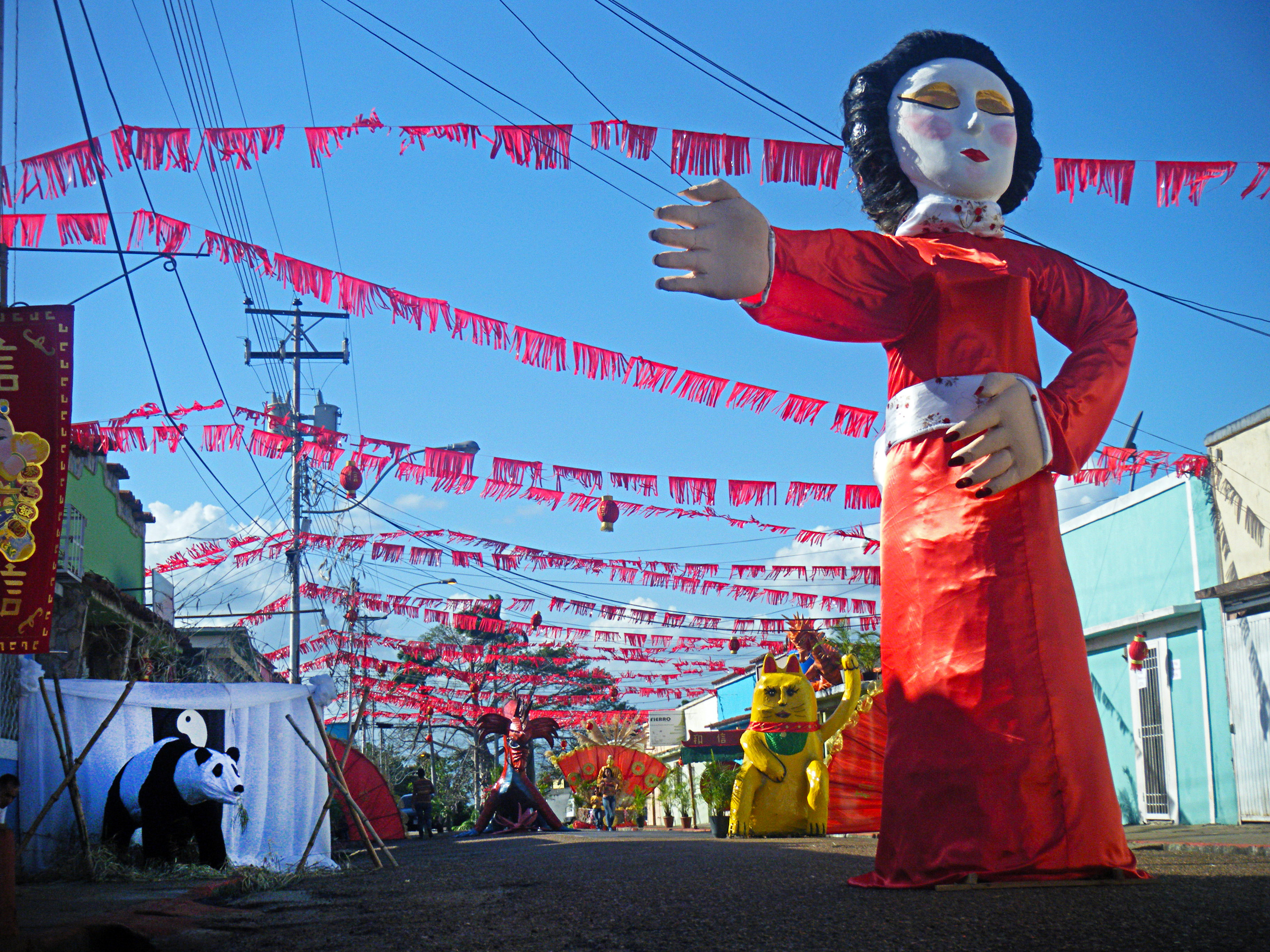
Calles adornadas en el sector de Las Cocuizas.

De igual forma, para esta festividad hay calles en diversos sectores como Alberto Ravell, Viento Colao y Las Cocuizas, que participan a la mejor calle adornada en los Carnavales de Maturín.
En febrero de 2024, se realizó por primera vez un Jouvert en Maturín situado en el sector Tipuro por las inmediaciones del C.C. Servimas, donde se juega al carnaval con agua, espuma y lluvia de colores, además se bailaba con música de calipso y soca.
Para los carnavales de 2025, fue marcado por que se celebraron cinco días de fiesta.

## Preparativos
El evento es organizado por la Junta del Carnaval de Maturín designado por el municipio de Maturín.
Las inscripciones para participar en el evento se suelen realizar entre 1 y 2 meses antes en la Casa de la Cultura Inícita Aceituno.Por otro lado, desde la Fundación del Niño se inscriben el sector educativo público y privado.
En la apertura del evento se suele presentar el equipo de danzas de la escuela de danza Ballet Romer Botini.

## Renglones
Son las diferentes categorías a evaluar durante el desfile.
- Trajes individuales, se dividen en infantil, juvenil y adulto.
- Comparsas, se dividen en infantil, juvenil y adulto.
- Calles adornadas.
- Carrozas sector popular libre.
- Carrozas sector privado e institucional.
- Personajes populares libre.
- Escuelas de danza mixtas.
- Bandas Show.

## Reinas
Para 1976, Lourdes Aristimuño fue elegida reina de Carnaval. Por su parte en el 2004, resultó ganadora Marinés Artioli representante del Centro Comercial Monagas Plaza, como reina del carnaval. En 2006, ganó Angélica Iacona representante de la Prensa de Monagas.Para 2025, María Virginia Velásquez fue elegida como la reina de carnaval,  representante de la Maison Rose.
Previamente se realiza un casting de preselección de candidatas. En los últimos años, a la ganadora del certamen se le premia con un carro nuevo.
Adicionalmente, algunas categorías que se evalúan en la selección son; mejor rostro, mejor cabello, mejor sonrisa, ojos más lindos, señorita elegancia. mejor pasarela, mejor traje de fantasia, señorita amistad.

## Personas destacadas
- Rigoberto Salazar, participante, diseñador y miembro organizador del evento.[14]

## Estadísticas
En 2023, se registraron 11 carrozas. Para 2024, hubo un total de 104 inscritos entre las diferentes categorías. En 2025, se presentaron 13 aspirantes al reinado del carnaval.